# Липецкий трамвай
Липецкий трамвай — система городского электрического трамвая в городе Липецке. Открыта 7 ноября 1947 года. Липецкое трамвайное хозяйство эксплуатируется муниципальным унитарным предприятием «Городской электротранспорт» (МУП «Горэлектротранс») и Мовиста регионы Липецк по концессии, до 2018 года предприятие носило название МУП «Липецкпассажиртранс».
На декабрь 2022 года (До реконструкции трамвайной сети) действует 4 регулярных маршрута: № 1, 2, 5 и 5к. Выпуск вагонов в рабочие дни: 30 единиц. В выходные дни выпуск вагонов: 13 единиц. Парк состоит из 54 трамваев. Средний возраст липецкого трамвая: 28-30 лет. В городе работает одно трамвайное депо, в 2002 году два трамвайных депо были юридически объединены в единое трамвайное депо, фактически депо № 1 было закрыто. В городе эксплуатируются трамваи 71-628-02. В 2019 году из Москвы поступили 12 списанных вагонов модели 71-619K, все они были восстановлены и введены в работу. Имеется один вагон МС-4 1932 года выпуска, переданный в 1987 году из Ленинграда и использующийся как экскурсионный. Ранее эксплуатировались вагоны типов КТМ-5, КТМ-8, Татра-Т4, Татра Т6, РВЗ-6, КТМ-2, КТМ-1, Х и М.
Стоимость проезда в трамваях на июнь 2025 года: за наличный расчет — 36 рублей, по единой транспортной и банковской карте — 31 руб., по льготной карте — 15,5 руб.

## История
Трамвайное движение в Липецке было открыто 7 ноября 1947 года. Первая трамвайная линия длиной 7,4 км была проложена между спиртзаводом и тракторным заводом методом народной стройки. Линия была одноколейной, поэтому для работы нескольких составов одновременно были построены три разъезда на остановочных пунктах «Депо», «Канатка» и «Шлаковый откос». Подвижной состав состоял из 13 старых трамвайных вагонов серий Х и М, которые были переданы в Липецк из Ижевска, Саратова, Сталинграда и Горького.

Карта трамвайной сети в Липецке с указанием закрытых линий

### Хронология
- 1947 год: открытие трамвая по маршруту ЛТЗ — Спиртзавод.
- 1950 год: построено трамвайное депо № 1.
- 1954 год: открытие линии от улицы Литаврина до Колхозной площади (ныне площадь Победы).
- 1956 год: открытие линии к посёлку Сокол.
- 1957 год: открытие линий до 3-го участка ЛТЗ и до вокзала со строительством кольца.
- 1958 год: постройка моста через реку Воронеж с трамвайной линией на нём. Открыты маршруты ЛТЗ — Сокол, ЛТЗ — Вокзал.
- 1959 год: открытие линии Вокзал — Трубный (со строительством кольца).
- 1965 год: открыт маршрут Трубный — Сокол.
- 1965 год: открыто трамвайное кольцо у НЛМЗ. Открыты маршруты НЛМЗ — Трубный, НЛМЗ — Сокол.
- 1966 год: перенос трамвайных путей с ул. Желябова на ул. Плеханова и Гагарина.
- 1969 год: открытие линии по улице Циолковского, связанное со строительством моста через Каменный Лог.
- 1969 год: открыта линия до стана 2000 от НЛМЗ по улицам Ферросплавной и Алмазной.
- 1977 год: перенос трамвайных путей со снесённой Соляной улицы на ул. Неделина и ул. Первомайскую.
- 1978 год: открытие линии на доменную печь № 6.
- 1982 год: построено трамвайное депо № 2.
- 1982 год: открытие линии по улице Московской до депо № 2 (в 1984 году построено трамвайное кольцо).
- 1985 год—1987 год: строительство новой линии до Тракторозаводского посёлка по Октябрьскому мосту.
- 1988 год: открытие регулярного движения по Октябрьскому мосту, начало эксплуатации вагонов Татра-Т6В5.
- 1989 год: открытие кольца у 21-й микрорайона.

- 1990 год: снятие однопутного участка на 3-й участок Тракторного.
- 2002 год: объединение двух трамвайных депо, начало сокращения трамвайной сети.
- 2003 год: закрытие движения по Петровскому мосту со снятием линий подъезда к мосту (пути на самом мосту оставлены для поддержания конструкции).
- 2003 год: снятие линии на Сокол.
- 2004 год: снятие линий по улицам Неделина, Первомайской.
- 2005 год: снятие линий по улицам Гагарина, Плеханова; строительство кольца «Центральный рынок».
- 2007 год: с 1 сентября билеты на проезд в муниципальном транспорте стали также билетами моментальной лотереи.
- 2009 год: 10 сентября — 18 сентября Липецк принял XIII всероссийский конкурс мастерства водителей трамвая.
- 2009 год: установка автоматической системы оплаты за проезд.
- 2011 год: демонтаж трамвайного кольца на Кольце трубного завода, линия от КТЗ до Центрального рынка была временно закрыта
- 2012 год: завершение реконструкции КТЗ, возобновлено движение до Центрального рынка[2].
- 2014 год: начало программы по капитальному ремонту трамвайных вагонов. По состоянию на 2021 год капитально восстановлены три трамвайных вагона[3][4].
- 2018 год: из-за капитального ремонта Петровского моста вводились дополнительные маршруты (1к, 1А и 5А).
- 2019 год: начало эксплуатации 71-619K, закрытие маршрута № 5А.
- 2023 год: заключение концессионного соглашения, начало реконструкции пути, начало поставок партии вагонов 71-628-02.

## Маршруты
Действуют маршруты:
На время реконструкции сети:

Карта трамвайных маршрутов в Липецке (2022)

- 2: Полиграфический комплекс — 21 микрорайон

До реконструкции сети:
- 1: Центральный рынок — Доменная печь № 6 или улица Чехова
- 2: Центральный рынок — 21-й микрорайон
- 5: Кольцо 9 микрорайона — Стан 2000
- 5к: НЛМК — Стан 2000

## Исторические маршруты

### 1989 год
1989 год можно считать золотым временем для трамвайной системы Липецка. На то время длина трамвайных путей была максимальной, ровно как и количество единиц подвижного состава. Всему этому поспособствовали недавнее (в то время) открытие депо № 2, строительство новой трамвайной линии на Октябрьском мосту и получение новых трамваев (Tatra T6B5 и КТМ-5М3).
На тот момент существовало 16 маршрутов.

### 1990-е годы
В 1990-х годах начались первые проблемы у липецкого трамвая. В 1990 году была снята однопутная трамвайная линия на 3-й участок ЛТЗ, и вместе с этим закрылся маршрут № 1. После распада СССР приобретение новых трамваев для Липецка (как и для большинства остальных постсоветских городов) оказалось весьма проблематичным, однако в 1992—1993 году закупаются 12 трамваев КТМ-8. Но, в 1995 году было решено списать все трамваи РВЗ-6. Так закончилась эпоха трамваев с бугельными токоприемниками в Липецке. В 1996 году произвелась последняя закупка поддержанных трамваев Tatra T4 в количестве 15 штук. Маршруты несколько изменились, например, маршрут № 13 был продлен от 9-го до 21-го микрорайона, маршрут № 5 перестал быть кольцевым и стал заезжать на Стан-2000 через Октябрьский мост, запущен маршрут № 11, маршрут № 7 был закрыт.
В конце 1990-х было 12 маршрутов (2, А, 4, 5, 6, с 8 по 14).

### 2000—2003 годы
До объединения двух депо в одно ещё происходили небольшие изменения в маршрутной сети. Так, маршрут № 4 переименовали в № Б, появились маршруты № 9к, № 13к и № 15.
В 2001 году был отменен маршрут № 6.
2002 год оказался для трамвайной системы Липецка переломным. Было закрыто депо № 1 и все имевшиеся на тот момент трамваи были отправлены в депо № 2. Некоторые из них были списаны и распилены на металлолом, так как для них в депо не хватало места.
Сразу после закрытия депо отменяется маршрут № 8.
В 2002—2003 году происходил демонтаж трамвайных путей на Петровском мосту, в центре (ул. Литаврина, площадь Карла Маркса) и в направлении Сокола.
В результате демонтажа трамвайных линий на Петровском мосту закрываются маршруты № 2, 9 и 12. Трамвайные пути на самом мосту остались для поддержания конструкции моста.
Демонтаж трамвайных путей в направлении Сокола привел к закрытию маршрута № 11 (вдобавок к ранее закрытым маршрутам № 6 и № 8). Демонтированные трамвайные пути там заменены троллейбусными.
Демонтаж трамвайных путей на площади Карла Маркса повлек за собой закрытие маршрута № 9к.
Также в целях оптимизации маршрут № 10 был укорочен до НЛМК и был переименован в № 5к, а также был упразднен маршрут № 13к.

### 2004—2007 годы
По состоянию на март 2004 года в городе имелось семь маршрутов (А, Б, 5, 5к, 13, 14, 15). После закрытия линий по улицам Неделина и Первомайской маршруты А и Б были объединены в маршрут 3, который был закрыт в 2004 году после демонтажа линий по улицам Гагарина и Плеханова.
Маршруты № 13 и 14 в 2005 году были объединены под номером 1, а в 2007 году трамвайный маршрут 13 был вновь возрождён, но под номером 2.
Маршрутная сеть по состоянию на 2007 год выглядела следующим образом:

Схема трамвайных маршрутов в Липецке в 2007—2009 годах

- 1: Центральный рынок — ул. Терешковой — ул. Циолковского — КТЗ — Московская ул. — Полиграфическая ул. — просп. 60 лет СССР — ул. Меркулова — ул. Катукова — Октябрьский мост — Краснозаводская ул. — ул. 3-го Сентября — 1-я Воронежская ул. — Волгоградская ул. — Доменная печь № 6.
- 2: Центральный рынок — ул. Терешковой — ул. Циолковского — КТЗ — Московская ул. — Полиграфическая ул. — просп. 60 лет СССР — ул. Меркулова — ул. Катукова — 21-й микрорайон
- 5: Кольцо Трубного Завода (КТЗ) — Полиграфическая ул. — просп. 60 лет СССР — ул. Меркулова — ул. Катукова — Октябрьский мост — ул. Металлургов — Лесная ул. — ул. 9-го Мая — пл. Металлургов — пер. Бестужева — Ферросплавная ул. — Алмазная ул. — Стан-2000
- 5к: НЛМК — ул. 9-го Мая — пл. Металлургов — пер. Бестужева — Ферросплавная ул. — Алмазная ул. — Стан-2000
- 15: Доменная печь № 6 — ККЦ — Ул. Волгоградская — Ул. Чехова

### 2012—2016 год
После 2006 года маршрутная сеть претерпела ряд изменений. Маршрут № 5 был укорочен до кольца 9-го микрорайона в связи с демонтажом трамвайного кольца трубного завода, маршрут № 15 закрыт, появился № 1к. С 1 августа 2013 года, работа маршрута № 15 была ненадолго возобновлена.
В начале 2014 года остались только основные маршруты — № 1 и № 5. При этом выпуск вагонов был значительно сокращён.
На 2016 год в Липецке работали следующие трамвайные маршруты:
- № 1: Центральный рынок — ул. Терешковой — ул. Циолковского — КТЗ — Московская ул. — Полиграфическая ул. — просп. 60 лет СССР — ул. Меркулова — ул. Катукова — Октябрьский мост — Краснозаводская ул. — ул. 3-го Сентября — Воронежская ул. — Волгоградская ул. — Доменная печь № 6.

В межпиковое время трамваи маршрута № 1 доезжают только до улицы Чехова.
- № 5: Кольцо 9-го микрорайона — Полиграфическая ул. — просп. 60 лет СССР — ул. Меркулова — ул. Катукова — Октябрьский мост — ул. Металлургов — Лесная ул. — ул. 9-го Мая — пл. Металлургов — пер. Бестужева — Ферросплавная ул. — Алмазная ул. — Стан-2000.

Маршрут работает только в будние дни по разрывному графику.
- № 5к: НЛМК — ул. 9-го Мая — пл. Металлургов — пер. Бестужева — Ферросплавная ул. — Алмазная ул. — Стан-2000.

Маршрут обслуживается одним вагоном с интервалом в 50 мин.

### 2017—2018 год
Хотя система претерпела массовое сокращение маршрутов и подвижного состава, власти Липецка решили расширять трамвайную сеть в связи с тем, что с 16 августа 2017 года закрыли троллейбусное движение. С другой стороны, наиболее возможным представляется закрытие ряда маршрутов по следующим причинам: дублирование, нерентабельность или нехватка подвижного состава.
Из-за капитального ремонта Петровского моста с марта 2018 года введены дополнительные маршруты:
- № 1к: (Закрыт) Центральный рынок — ул. Чехова
- № 1А (бывший № 15): Доменная печь № 6 — ККЦ — Ул. Волгоградская — Ул. Чехова
- № 5А : Стан-2000 — ул. Чехова

### Современное состояние
В 2022 году было подписано 20-летнее концессионное соглашение с компанией «Мовиста Регионы Липецк», в соответствии с которым планируется до осени 2025 года в три этапа осуществить ремонт 40,8 км путей из 68 км, построить новую ветку трамвая протяжённостью 5,2 км в однопутном исчислении по ул. Стаханова, реконструировать депо и приобрести 46 новых трамвайных вагонов, тем самым практически полностью обновив подвижной состав.
К апрелю 2024 года в депо доставлены все новые трамваи 71-628-02. По состоянию на июнь 2024 года продолжается реконструкция пути, 9 июня совершены тестовые поездки по первому капитально отремонтированному участку — от депо до кольца 21-го микрорайона, 20 июня открыто пассажирское движение на первом участке после капитального ремонта.

## Подвижной состав
В Липецке в маршрутном движении используются вагоны 71-628-02, 71-619, КТМ-5, Татра-Т6В5. 
До 1995 года на линиях использовались вагоны РВЗ-6М2. Полученные из Лейпцига в 1996 году 15 вагонов Татра-Т4 прослужили до 2004 года. В 1992—2013 годах в эксплуатации находилось 12 вагонов КТМ-8. Пара вагонов, РВЗ-6М2 и Татра-Т4, поставлены на территории депо в качестве музейных экспонатов.
Согласно статистическим данным, в Липецке долгие годы шло систематическое снижение численности подвижного состава трамвая. В 2002 году было закрыто Трамвайное депо № 1, все вагоны были переведены в депо № 2, остающееся единственным. С 2017 года численность трамваев медленно растёт, в основном благодаря получению б/у вагонов из Москвы. Так, в 2018 году предприятие заключило договор с правительством города Москвы на поставку 12 вагонов модели 71-619K. В конце марта 2019 года началась процедура передачи трамваев. Вагоны перевезли на тралах, они получили номера в диапазоне 263—274 и все были введены в строй.
Силами работников депо в 2002—2017 годах был произведён капитальный ремонт десяти вагонов КТМ-5, в 2015 году себестоимость капитального ремонта составляла менее 10% от стоимости нового трамвая. В 2021 году впервые был произведён капитальный ремонт «Татры-Т6В5».
| Модель     | Кол-во | Бортовые номера                                                                   |
| ---------- | ------ | --------------------------------------------------------------------------------- |
| Tatra T6B5 | 19 шт. | 105, 108, 110, 114, 115, 118—120, 122, 123, 125, 129, 130, 132, 135, 139—141, 144 |
| 71-605     | 15 шт. | 210, 213, 216, 226, 228, 229, 236, 237, 250, 252—255, 257, 258                    |
| 71-619     | 12 шт. | 263-274                                                                           |
| 71-628-02  | 46 шт. | 301-346                                                                           |

Кроме пассажирских трамваев в депо имеется ряд служебных вагонов: один сетеизмеритель, один рельсотранспортёр, четыре щёточных снегоочистителя и один вихревой снегоочиститель.
Единственный экскурсионный вагон МС-4 № ЭВ-01, имеющий имя собственное «Лип Липыч», был куплен в Ленинграде в 1987 году.

## Скоростной трамвай
По генеральному плану Липецка был запланирован ввод в эксплуатацию до 2016 г. первой линии скоростного трамвая, который будет следовать по маршруту Полиграфический комплекс — Полиграфическая ул. — ул. Кривенкова — ул. Катукова — пл. Танкистов — Октябрьский мост — Краснозаводская ул. — ул. 3 Сентября — улица Чехова. Строительство скоростного трамвая в Липецке планировалось начать в 2019 году и удлинить маршрут до ОЭЗ «Липецк». В 2019 году от строительства скоростного трамвая окончательно отказались из-за чрезмерной дороговизны проекта.